# Gérard Blain
Gérard Blain (n. 23 de octubre de 1930 - f. 17 de diciembre de 2000) fue un actor y director de cine francés. Blain apareció en más de setenta películas entre 1944 y 2000, resaltando sus actuaciones en películas de la corriente de cine francés conocido como Nouvelle vague. También dirigió nueve películas entre 1971 y 2000. En 1971, ganó el Leopardo de Oro en el Festival Internacional de Cine de Locarno por su película Les Amis. Blain se casó cuatro veces, incluso brevemente con la actriz Bernadette Lafont.

## Filmografía

### Actor
| Año  | Título                               | Papel                          | Director                      |
| ---- | ------------------------------------ | ------------------------------ | ----------------------------- |
| 1944 | Le bal des passants                  |                                | Guillaume Radot               |
| 1944 | Le carrefour des enfants perdus      |                                | Léo Joannon                   |
| 1945 | Les enfants du paradis               |                                | Marcel Carné                  |
| 1946 | Fils de France                       |                                | Pierre Blondy                 |
| 1954 | Wild Fruit                           |                                | Hervé Bromberger              |
| 1954 | Before the Deluge                    | Un lycéen                      | André Cayatte                 |
| 1954 | Service Entrance                     | Le photographe - copain de Léo | Carlo Rim                     |
| 1956 | Voici le temps des assassins         | Gérard Delacroix               | Julien Duvivier               |
| 1956 | Crime and Punishment                 | Jean Fargeot                   | Georges Lampin                |
| 1957 | Le désir mène les hommes             | Olivier Jourdans               | Émile Roussel                 |
| 1957 | Les Mistons                          | Gérard                         | François Truffaut             |
| 1958 | Young Husbands                       | Marcello                       | Mauro Bolognini               |
| 1958 | Le Beau Serge                        | Serge                          | Claude Chabrol                |
| 1959 | Les Cousins                          | Charles                        | Claude Chabrol                |
| 1959 | Match contre la mort                 | Jacques Lourmel                | Claude Bernard-Aubert         |
| 1960 | I Delfini                            | Anselmo Foresi                 | Francesco Maselli             |
| 1960 | Run with the Devil                   | Stefano Solera                 | Mario Camerini                |
| 1960 | Charlotte and Her Boyfriend          | Charlotte's new boyfriend      | Jean-Luc Godard               |
| 1960 | The Hunchback of Rome                | Alvara aka "Hunchback"         | Carlo Lizzani                 |
| 1961 | La peau et les os                    | Mazur                          | Jean-Paul Sassy               |
| 1961 | Gold of Rome                         | Davide                         | Carlo Lizzani                 |
| 1962 | Hatari!                              | Charles "Chips" Maurey         | Howard Hawks                  |
| 1962 | Lo sgarro                            | Paolo                          | Silvio Siano                  |
| 1963 | The Eye of the Needle                | Toto Cacace                    | Marcello Andrei               |
| 1963 | Les Vierges                          | Xavier de Brétevielle          | Jean-Pierre Mocky             |
| 1963 | La soupe aux poulets                 | Claudio                        | Philippe Agostini             |
| 1964 | La Bonne Soupe                       | Le peintre                     | Robert Thomas                 |
| 1964 | Via Veneto                           |                                | Giuseppe Lipartiti            |
| 1964 | Amori pericolosi                     | L'attendente                   | Giulio Questi                 |
| 1965 | Un amore                             | Marcello                       | Gianni Vernuccio              |
| 1966 | M.M.M. 83                            | Robert Gibson                  | Sergio Bergonzelli            |
| 1967 | La musica                            |                                | Marguerite Duras y Paul Seban |
| 1967 | Sobra un hombre                      | Thomas                         | Constantin Costa-Gavras       |
| 1968 | Negresco                             | Roger                          | Klaus Lemke                   |
| 1969 | Joë Caligula, du suif chez les dabes | Joë Caligula                   | José Bénazéraf                |
| 1970 | Caïn de nulle part                   | Caïn                           | Daniel Daërt                  |
| 1971 | Paolo e Francesca                    | Giovanni Malatrasi             | Gianni Vernuccio              |
| 1977 | The American Friend                  | Raoul Minot                    | Wim Wenders                   |
| 1977 | The Machine Age                      | Le journaliste                 | Gilles Carle                  |
| 1978 | Utopia                               | Gérard                         | Iradj Azimi                   |
| 1981 | La Flambeuse                         | Henri                          | Rachel Weinberg               |
| 1983 | Un dimanche de flic                  | Emilio                         | Michel Vianey                 |
| 1983 | La derelitta                         | Redza                          | Jean-Pierre Igoux             |
| 1986 | La Presqu'île                        | Simon                          | Georges Luneau                |
| 1987 | Poussière d'ange                     | Broz                           | Edouard Niermans              |
| 1988 | Natalia                              | Claude Roitman                 | Bernard Cohn                  |
| 1989 | Jour après jour                      | Richard Lunet                  | Alain Attal                   |
| 1989 | L'enfant de l'hiver                  | Stephane's father              | Olivier Assayas               |
| 1992 | Chasse gardée                        | Pierre Bufières                | Jean-Claude Biette            |
| 1999 | Cinématon                            | Himself                        | Gérard Courant                |
| 2001 | Bandits d'amour                      | The priest                     | Pierre Le Bret                |

### Director
| Año  | Título                   | Papel                                 |
| ---- | ------------------------ | ------------------------------------- |
| 1971 | Les Amis                 | Philippe March / Yann Favre           |
| 1974 | The Pelican              | Dominique Ravix / Daniel Sarky        |
| 1976 | A Child in the Crowd     | Jean François Cimino / César Chauveau |
| 1978 | Second Wind              | Robert Stack / Anicée Alvina          |
| 1980 | The Rebel                | Patrick Norbert                       |
| 1987 | Pierre and Djemila       | Abdelkader / Djedjigua Ait-Hamouda    |
| 1993 | La Fortune de Gaspard    | Vincent de Bouard                     |
| 1995 | Jusqu'au bout de la nuit | François                              |
| 2000 | Ainsi soit-il            | Paul Blain                            |